# Giovanni Ponticelli
Giovanni Ponticelli est un peintre italien né vers 1829 à Naples, où son activité est concentrée entre 1855 et 1877. Il meurt sans doute dans la même ville en 1880 ou 1881.
Il peint principalement des huiles sur toiles, des sujets religieux, des scènes historiques et des scènes de la vie quotidiennes. Il réalise trois rideaux de scènes de théâtre et une tapisserie.
Bien qu’il ait atteint une certaine notoriété durant sa période active, un siècle et demi après sa mort aucune notice ou ouvrage biographique ne lui a été consacré, et aucun catalogue exhaustif de ses œuvres n'a été publié.
Quelques-unes sont conservées dans des musées nationaux italiens, les autres font partie de collections privées. Entre 1995 et 2024, un peu plus de vingt toiles ont été proposées dans les ventes aux enchères publiques, principalement en Italie.     

## Biographie
Giovanni Ponticelli est né vers 1829 à Naples. Aucune information se rapportant  à  ses origines familiales et à son enfance n’a pu être consultée.

### Carrière artistique
Il étudie à l'Académie des Beaux-Arts de Naples. Son professeur est Filippo Palizzi. Ses thèmes de prédilection et son style évoluent tout au long de sa carrière. D’abord intéressé par les sujets religieux, il présente trois toiles à la Mostra Borbonica (Exposition des Bourbons) de 1855: La parabola delle dieci vergini (La Parabole des dix vierges), La gran madre di Dio (La Grande Mère de Dieu), La SS. Vergine col Bambino e San Giuseppe (La Très Sainte Vierge à l’Enfant et Saint Joseph) ; en 1859 il expose S. Elisabetta regina d’Ungheria che visita un tugurio (La Visite de sainte Élisabeth, reine de Hongrie, dans une masure),.
Son style évolue, tout comme la société italienne durant la période de l’unification italienne. Il peint des sujets historiques, empreints de réalisme, comme : Un garibaldino ferito che racconta le sue gesta a due giovanetti (Un Garibaldien blessé qui raconte ses exploits à deux jeunes hommes), qu’il présente  à l’ Esposizione Nazionale di Firenze (Exposition nationale de Florence) en 1861. Il est ensuite intéressé par le mouvement École de Resìna dont le programme consistait à représenter la réalité telle que perçue au premier regard, contrairement à l’académisme qui alors dominait le milieu artistique napolitain.

Il participe à de nombreux Salons. Les œuvres présentées sont des sujets historiques ou des scènes de la vie ordinaire, comme : La convalescenza del Cavaliere Baiardo (La convalescence du chevalier Baiardo), 1867, Naples, Administration provinciale ; Il popolo di Andria che insorge contro le bande papaline capitanate dal cardinleVitelli (Le peuple d'Andria se soulevant contre les troupes papales menées par le cardinal Vitelli), à Milan, 1872; L’entrée du cardinal Ruffo à Naples en 1799 (actuellement conservé au Museo di San Martino de Naples ; La sparata del vino nuovo (Dégustation du vin nouveau), conservé à la Galerie municipale d'art moderne et contemporain de Turin; en 1877, il expose à Naples Il vizioso (Le Vicieux) et La casa del rigattiere (La Maison du brocanteur), qui sont appréciés du public:

« tous deux d'une grande qualité et très admirés lors de l’exposition,. »

G. Ponticelli a également réalisé diverses œuvres peintes pour plusieurs salles de spectacle, dont une tapisserie, pour un des théâtres de Salerne[Lequel ?]; des rideaux de scène: Théâtre Bellini de Naples, en collaboration avec Pasquale Di Criscito (it) ; le  Défi de Barletta, théâtre communal de Corato, et enfin le plus connu, celui du théâtre Marrucino de Chieti en 1875, composition représentant le Triomphe de Caius Asinius Pollio, réalisé en collaboration avec son élève Ciro Punzi.

L’écrivain napolitain Amilcare Lauria (it) le décrit en ces termes: 

« Cette immense toile, large de 1 500 palmes (environ 110 mètres) et longue de 36 palmes (environ 2,70 m.) , peut aisément être divisée en deux parties distinctes: le spectacle et les spectateurs. La première comprend le char triomphal avec le triomphant, les prêtres, les licteurs et les prisonniers sur des éléphants; la seconde contient plus de 300 figures de personnes applaudissant, certaines sur les portiques d'une haute basilique, la plupart autour et derrière le char triomphal. Il ajouta : c'est une scène majestueuse et solennelle, tout à fait romaine ! Vicoli décrit le peintre comme un maître de l'art et de l'œuvre : une belle peinture plutôt qu'un rideau,. »

En avril 1876, Ponticelli assiste à l’installation et à l’inauguration du rideau, accompagné de son élève Ciro Punzi. Les personnes présentes (le public), apprécient l’œuvre. L’artiste les en remercie.

### Mort
Ponticelli meurt à Naples, probablement en 1880 ou 1881.Toutefois, l’année de sa mort est incertaine (tout comme celle de sa naissance) , car les sites de ventes aux enchères mentionnés précédemment indiquent, selon le cas : 1877, 1880 ou encore 1889.
Cette incertitude résulte probablement du fait qu’aucune biographie détaillée de Giovanni Ponticelli n’ait été publiée à ce jour.   

## Postérité
La plupart de ses œuvres font partie de collections privées, quelques-unes appartiennent à des musées. Au XXIe siècle, certaines sont proposées dans les ventes aux enchères organisées par artnet, MutualArt (en), artprice.  
Les prix d’adjudication sont compris entre quelques centaines et quelques milliers d’euros.  Les ventes se déroulent le plus souvent en Italie. Entre 1995 et 2024, un peu plus de vingt toiles ont été proposées dans les ventes aux enchères publiques.

## Liste des œuvres
Cette liste n’est pas exhaustive, aucun catalogue complet n’ayant  été publié  à ce jour.
Sujets religieux (période 1855-1860).
- La parabola delle dieci vergini (La Parabole des dix vierges), 1855[2].
- La gran madre di Dio (La Grande Mère de Dieu),1855[2].
- La SS. Vergine col Bambino e San Giuseppe (La Très Sainte Vierge à l’Enfant et Saint Joseph), 1855[2].
- La Visita di Santa Elisabetta, regina d'Ungheria (La visite de sainte Élisabeth, reine de Hongrie), 1859[2].

Sujets historiques (à partir de 1860).
- Un garibaldino ferito che racconta le sue gesta a due giovanetti (Un Garibaldien blessé qui raconte ses exploits à deux jeunes hommes), 1861[2].
- La convalescenza del Cavaliere Baiardo (La convalescence du chevalier Baiardo), huile sur toile, 77cm × 103cm, 1867[8],[2],[9].
- Due soldati in combattimento (Deux soldats au combat), huile sur toile, 30cm × 31cm, 1868[10].
- Il popolo di Andria che insorge contro le bande papaline capitanate dal cardinaleVitelli (Le peuple d'Andria se soulevant contre les troupes papales menées par le cardinal Vitelli), 1872[1],[11].
- Giovinetti alla battaglia (Jeunes au combat), huile sur panneau, 14cm × 25cm,1872[12].
- L’entrata del Cardinal Ruffo in Napoli nel 1799 (L’entrée du cardinal Ruffo à Naples en 1799), conservé au Museo di San Martino, Naples, date (?)[2].

Sujets divers
- Una confidenza d’amore (Une confidence amoureuse), 1862[2].
- Idillio (Idylle), huile sur toile, 59cm × 91cm, 1865[13].
- Il vizioso (Le Vicieux), 1877[1],[2].
- La casa del rigattiere  (La Maison du brocanteur), 1877[1],[2].
- La sparata del vino nuovo (Dégustation du vin nouveau), conservé à la Galerie municipale d'art moderne et contemporain de Turin, date 1877[2].
- Natura morta (Nature morte), huile sur toile, 33cm × 47,5cm, 1875[14].
- Paggio (Page), huile sur papier, 26cm × 16cm, date (?)[15], (œuvre présentée dans la section « Galerie » de l'article).

Attributions
- Saint Georges et le dragon, Plume et encre noire sur papier vergé ivoire, 31,4 × 21,9, date (?), conservé au Art Institute of Chicago[16].
- Alla ricerca di pulci (A la recherche des puces), date (?), attribué à G. Ponticelli, huile sut toile, 29,2cm × 21cm[17],[5].
- Portrait anonyme (représente un homme âgé), huile sur bois, 24cm × 20,5cm, daté 1813[f],[18] (tableau présenté dans la section « Galerie » de l'article).

Rideaux de scène et Tapisserie (Théâtres)
- Théâtre Bellini de Naples, rideau de scène, (Titre (?), en collaboration avec Pasquale Di Criscito (it) , date (?)[4]
- Le Défi de Barletta', théâtre communal de Corato, rideau de scène, date (?)[4]
- Triomphe de Caius Asinius Pollio, Teatro Marrucino, Chieti, rideau de scène, 1875[4] (le rideau est présenté dans la section «Galerie» de l’article).
- Tapisserie d’un des théâtres de Salerne,Titre (?), création de la composition (personnages, dessins, couleurs…), date (?)[4]

## Galerie

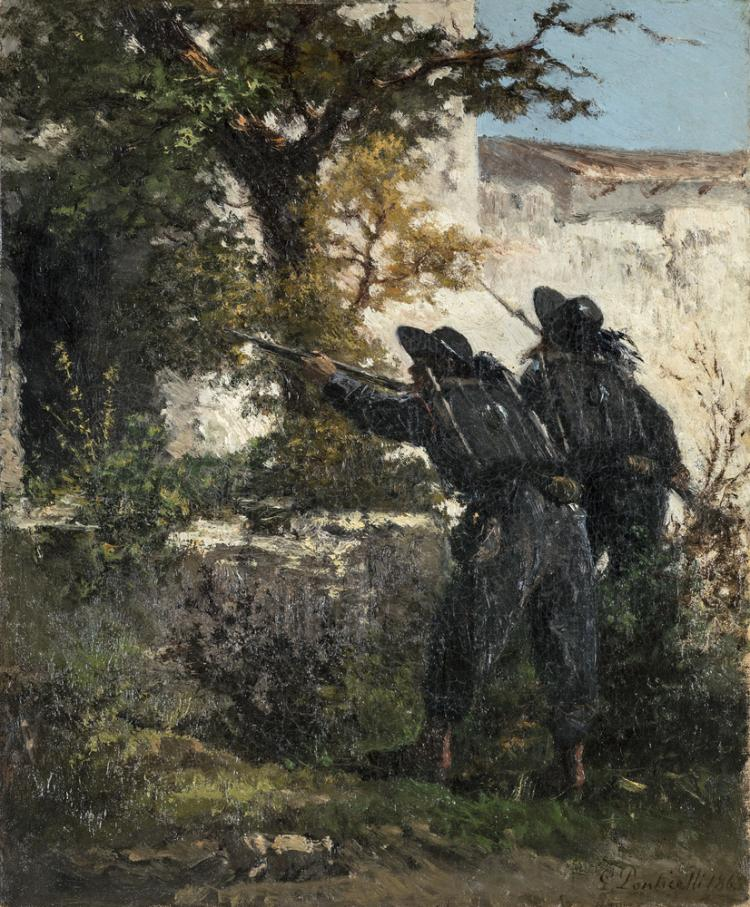
Deux soldats au combat, huile sur toile, 30cm × 31cm, 1868.
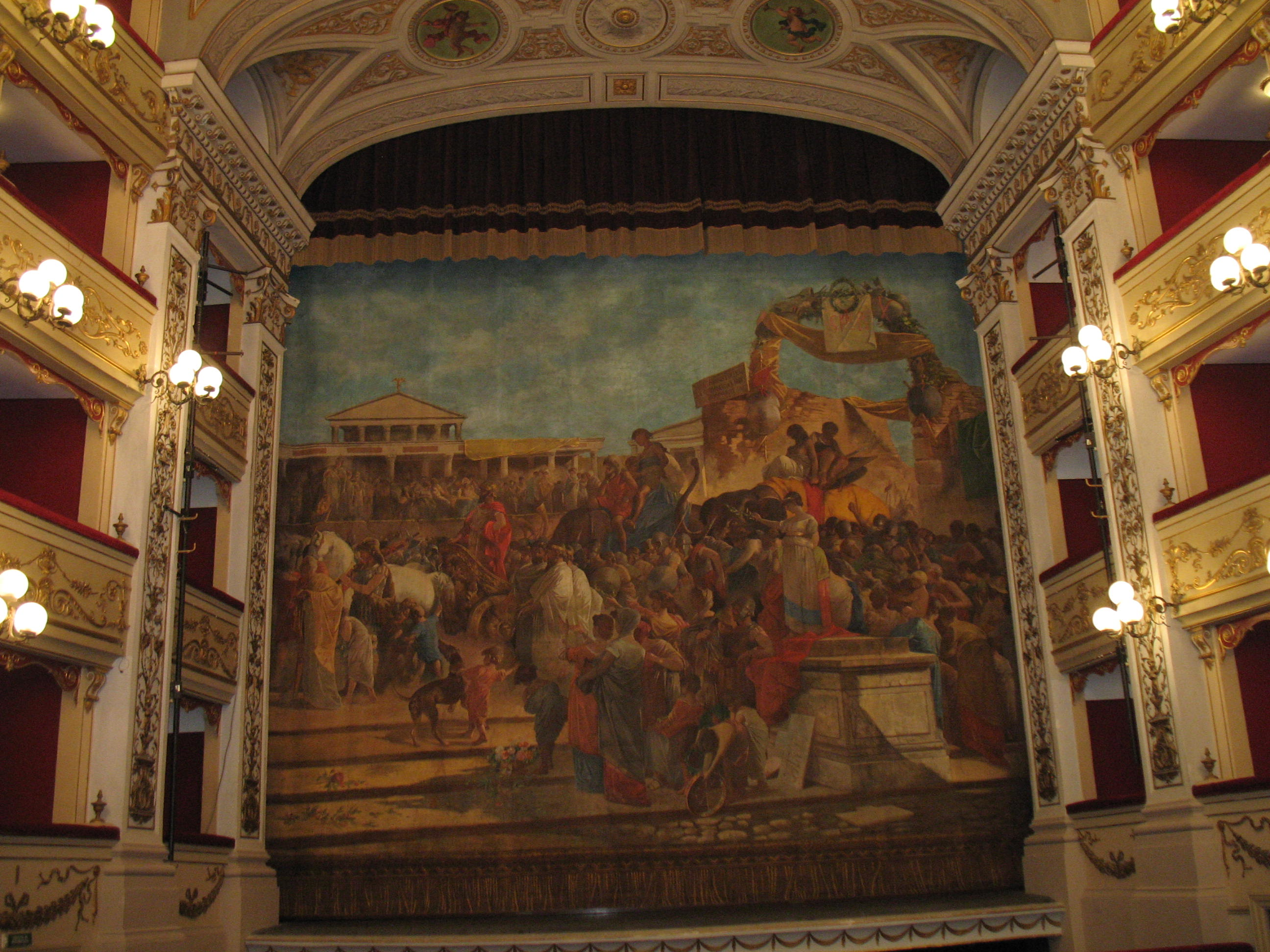
Rideau de scène représentant le Triomphe de Caius Asinius Pollio, Teatro  Marrucino, Chieti. 1875.
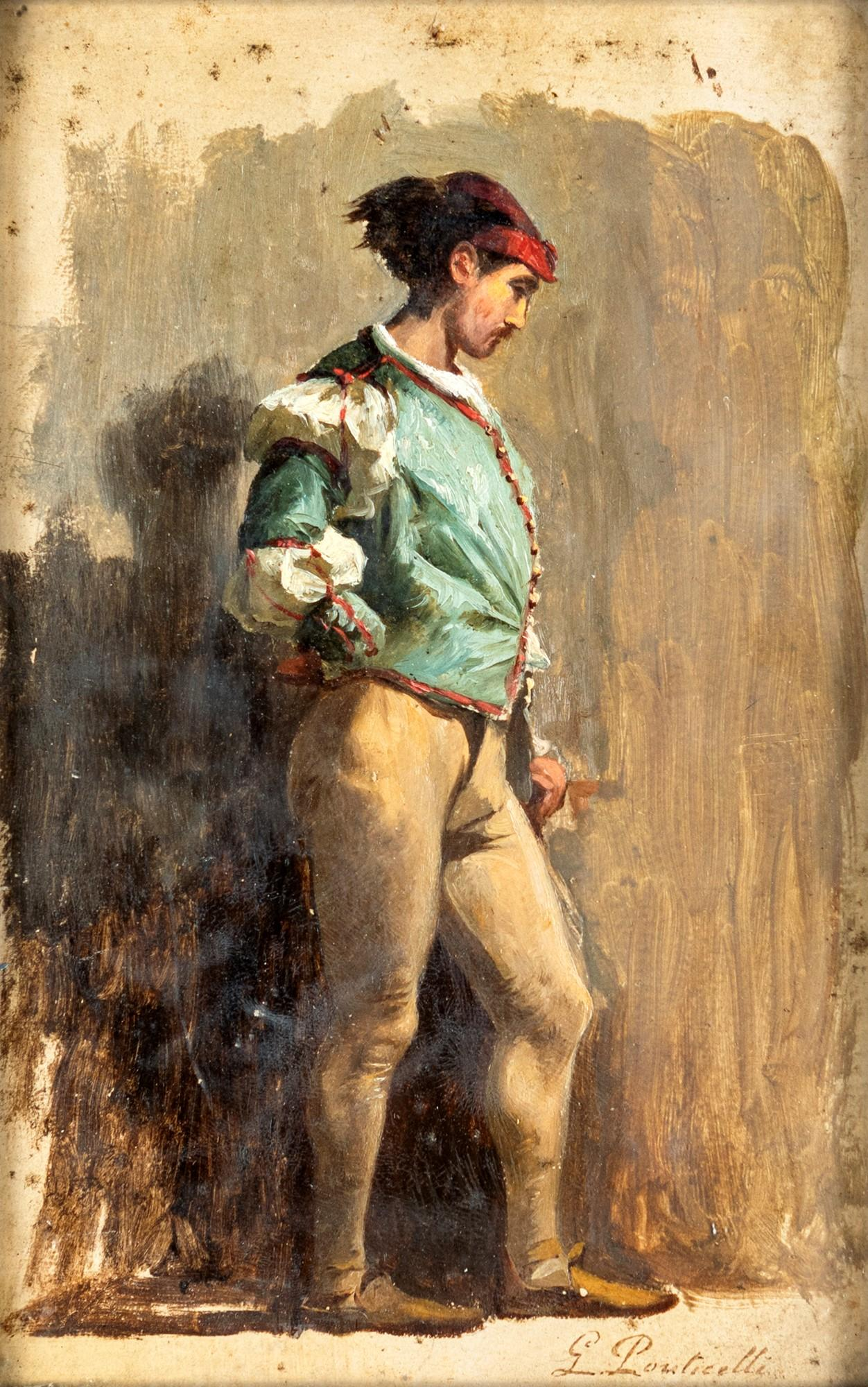
Page portant un gilet vert, huile sur papier, 26cm × 16cm, date (?).
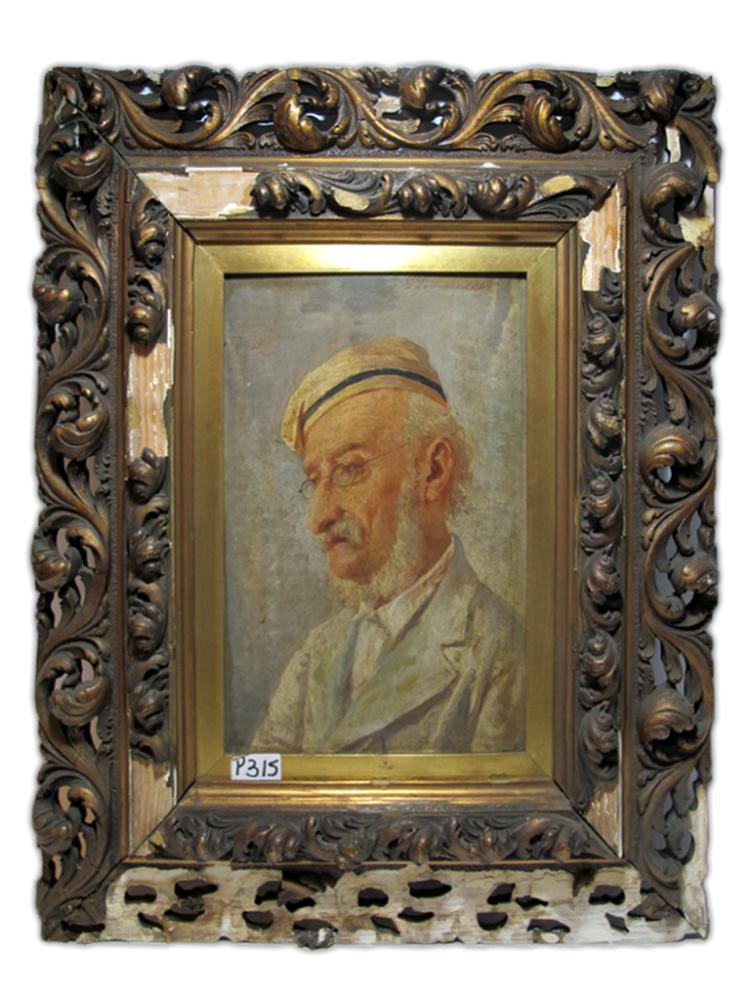
Portrait anonyme représentant un vieil homme, attribué à G.Ponticelli[g]

## Source
- (it) Angelo de Gubernatis, Dizionario degli artisti italiani viventi, pittori, scultori e architetti, Tipi dei successori Le Monnier, Firenze, 1889, 640 p. (lire en ligne), passage cité p. 385 (numérisé le 23 mai 2008 par Université de Harvard le 23 mai  2008.